# الانتخابات العامة في باراغواي 2023
أجريت الانتخابات العامة في باراغواي في 30 أبريل 2023. وكان الرئيس الحالي ماريو أبدو بينيتيز ونائبه هوغو فيلاسكيز مورينو من حزب كولورادو غير مؤهلين لإعادة الانتخاب. وقد فاز مرشح حزب كولورادو سانتياغو بينيا ونائبه بيدرو أليانا بالانتخابات وسيتوليان منصبهما في 15 أغسطس 2023.

## النظام الانتخابي
يُنتخب رئيس باراغواي في جولة واحدة للتصويت بالأغلبية. بينما يُنتخب أعضاء مجلس النواب البالغ عددهم 80 عضوًا عن طريق التمثيل النسبي للقائمة المغلقة في 18 دائرة انتخابية متعددة الأعضاء على أساس الدوائر . يُنتخب أعضاء مجلس الشيوخ البالغ عددهم 45 عضوًا من دائرة انتخابية وطنية واحدة باستخدام القائمة المغلقة للتمثيل النسبي.

## المرشحون للرئاسة
| قائمة        | تذكرة | تذكرة                               | مرشحين                                          | مرشحين             |
| قائمة        | تذكرة | تذكرة                               | رئيس                                            | نائب الرئيس        |
| ------------ | ----- | ----------------------------------- | ----------------------------------------------- | ------------------ |
| 1            |       | ANR - حزب كولورادو                  | سانتياغو بينيا                                  | بيدرو أليانا       |
| 3            |       | Concertación لباراغواي الجديدة      | إفراين أليغري                                   | سوليداد نونيز      |
| 7            |       | الاتحاد الوطني للمواطنين الأخلاقيين | خورخي أومبيرتو جوميز                            | نويليا نونيز       |
| 10           |       | حركة الجمهورية الجديدة              | Euclides Acevedo [خطأ: تحقق من وسيط ورمز اللغة] | خورخي كويري        |
| 14           |       | الحركة الإنسانية والتضامن           | خوان فيليكس روميرو                              | كاتالينا راميريز   |
| 15           |       | حزب Unámonos الوطني                 | لويس تالافيرا                                   | سيلسو ألفاريز      |
| 21           |       | حزب الشباب                          | خوسيه لويس شيلافيرت                             | صوفيا شيد          |
| 23           |       | حزب الخضر باراغواي                  | أوسكار كانيت                                    | لويس ويلفريدو أرسي |
| 30           |       | حزب الشعب الوطني 30 أ               | برودينسيو بورغوس                                | ليونا غواراني      |
| 33           |       | الحركة الوطنية المنسقة للمواطن      | ألفريدو ماتشوكا                                 | جوستينا نوجويرا    |
| 45           |       | حزب هيريديروس الاشتراكي الديمقراطي  | روزا بوجارين                                    | هيرمينيو ليسمي     |
| 777          |       | Únete باراغواي                      | أوريليو مارتينيز كابرال                         | ديفيد سانشيز ن.    |
| 911          |       | الحملة الصليبية الوطنية             | باراغواي كوباس                                  | ستيلبر فالديز      |
| المصدر: TSJE |       |                                     |                                                 |                    |

## النتائج

### الرئاسة
وقد فاز بالانتخابات الرئاسية سانتياغو بينيا مرشح حزب كولورادو.
| المرشح                          | المرشح                                          | زميل الترشح                     | الحزب                                  | الأصوات   | %      |
| ------------------------------- | ----------------------------------------------- | ------------------------------- | -------------------------------------- | --------- | ------ |
|                                 | سانتياغو بينيا                                  | بيدرو أليانا رودريغيز ‏          | حزب كولورادو (باراغواي)                | 1٬292٬079 | 43.94  |
|                                 | إفراين أليجري ‏                                  | سوليداد نونيز ‏                  | National Coalition for a New Paraguay ‏ | 830٬842   | 28.25  |
|                                 | باراغوايو كوباس ‏                                | Stilber Valdez                  | حزب الحملة الصليبية الوطنية ‏           | 692٬663   | 23.55  |
|                                 | Euclides Acevedo [خطأ: تحقق من وسيط ورمز اللغة] | Jorge Querey                    | New Republic Movement                  | 41٬194    | 1.40   |
|                                 | خوسيه لويس تشيلافيرت                            | Sofia Scheid                    | Party of the Youth                     | 24٬284    | 0.83   |
|                                 | Luis Talavera                                   | Celso Álvarez                   | Unámonos National Party                | 17٬346    | 0.59   |
|                                 | Jorge Humberto Gómez                            | Noelia Núñez                    | National Union of Ethical Citizens     | 12٬072    | 0.41   |
|                                 | Juan Félix Romero                               | Catalina Ramírez                | Humanist and Solidary Movement         | 5٬871     | 0.20   |
|                                 | Rosa Bogarín                                    | Herminio Lesme                  | Herederos Democratic Socialist Party   | 5٬274     | 0.18   |
|                                 | Prudencio Burgos                                | Leona Guaraní                   | National Party of the People 30A       | 5٬262     | 0.18   |
|                                 | Alfredo Machuca                                 | Justina Noguera                 | Citizen Patriotic Coordinator Movement | 5٬212     | 0.18   |
|                                 | Óscar Cañete                                    | Luis Wilfrido Arce              | Green Party Paraguay                   | 4٬855     | 0.17   |
|                                 | Aurelio Martínez Cabral                         | David Sánchez                   | Únete Paraguay                         | 3٬897     | 0.13   |
| المجموع                         | المجموع                                         | المجموع                         | المجموع                                | 2٬940٬851 | 100.00 |
|                                 |                                                 |                                 |                                        |           |        |
| الأصوات الصحيحة                 | الأصوات الصحيحة                                 | الأصوات الصحيحة                 | الأصوات الصحيحة                        | 2٬940٬851 | 97.30  |
| الأصوات الباطلة                 | الأصوات الباطلة                                 | الأصوات الباطلة                 | الأصوات الباطلة                        | 13٬240    | 0.44   |
| الأصوات الفارغة                 | الأصوات الفارغة                                 | الأصوات الفارغة                 | الأصوات الفارغة                        | 68٬242    | 2.26   |
| مجموع الأصوات                   | مجموع الأصوات                                   | مجموع الأصوات                   | مجموع الأصوات                          | 3٬022٬333 | 100.00 |
| الناخبين المسجلين ومعدل الإقبال | الناخبين المسجلين ومعدل الإقبال                 | الناخبين المسجلين ومعدل الإقبال | الناخبين المسجلين ومعدل الإقبال        | 4٬782٬940 | 63.19  |

### مجلس الشيوخ
| الحزب                           | الحزب                                   | الأصوات   | %      |
| ------------------------------- | --------------------------------------- | --------- | ------ |
|                                 | حزب كولورادو (باراغواي)                 | 1٬261٬584 | 45.88  |
|                                 | Alliance of Senators for the Fatherland | 670٬730   | 24.39  |
|                                 | حزب الحملة الصليبية الوطنية ‏            | 313٬834   | 11.41  |
|                                 | National Encounter Party                | 141٬281   | 5.14   |
|                                 | Beloved Fatherland Party                | 68٬971    | 2.51   |
|                                 | Guasú Front                             | 57٬841    | 2.10   |
|                                 | I Believe                               | 52٬761    | 1.92   |
|                                 | New Republic Movement                   | 42٬706    | 1.55   |
|                                 | National Union of Ethical Citizens      | 28٬369    | 1.03   |
|                                 | National Patriotic Alliance Union       | 23٬180    | 0.84   |
|                                 | Unámonos National Party                 | 15٬861    | 0.58   |
|                                 | Party of the Youth                      | 14٬854    | 0.54   |
|                                 | Liberty and Republic Party              | 13٬747    | 0.50   |
|                                 | Humanist and Solidary Movement          | 11٬955    | 0.43   |
|                                 | National Party of the People 30A        | 11٬606    | 0.42   |
|                                 | Citizen Patriotic Coordinator Movement  | 7٬207     | 0.26   |
|                                 | Dreamt Fatherland Party                 | 7٬086     | 0.26   |
|                                 | Herederos Democratic Socialist Party    | 6٬304     | 0.23   |
| المجموع                         | المجموع                                 | 2٬749٬877 | 100.00 |
|                                 |                                         |           |        |
| الأصوات الصحيحة                 | الأصوات الصحيحة                         | 2٬749٬877 | 95.59  |
| الأصوات الباطلة                 | الأصوات الباطلة                         | 12٬429    | 0.43   |
| الأصوات الفارغة                 | الأصوات الفارغة                         | 114٬428   | 3.98   |
| مجموع الأصوات                   | مجموع الأصوات                           | 2٬876٬734 | 100.00 |
| الناخبين المسجلين ومعدل الإقبال | الناخبين المسجلين ومعدل الإقبال         | 4٬241٬507 | 67.82  |
| المصدر: TREP (95.42% counted)   |                                         |           |        |